# PZInż 302
A PZInż 302 egy lengyel tüzérségi vontató volt, melyet a Második világháború folyamán használtak.

## Története
A lengyel hadsereg egy olyan könnyű járművet keresett, amely képes vontatni a 37 mm Bofors wz.36 páncéltörő ágyút, a hozzátartozó személyzetet és lőszereiket. Ezeket a járműveket azonban nem tudták külföldről beszerezni ezért felkérték a Fiat Polski-t hogy hozzon létre egy hibrid modellt. Az eredmény a Fiat Polski 508 és 518 autók keveréke volt. Az alvázat, a motort, a sebességváltót, a kormányművet és a karosszéria egy részét a Fiat 508-as modellből kölcsönözték, míg az alváz hátsó részét, a tengelyt és az önzáró differenciálművet a Fiat 518-ból. A prototípust 1935-ben mutatták be és 1937-ig megbízhatósági teszteknek vetették alá. A gyártás 1937-ben kezdődött Państwowe Zakłady Inżynieriinél (PZInż) ahol számos változatban (volt rádiós, telefonkábel fektető, tüzérségi kiszolgáló jármű változata is) gyártották, a katonaság számára. Néhány járművet géppuskával is felszereltek, melyeket a két motorizált dandárban használtak. A legtöbbet azonban tüzérségi vontatónak alkalmazták (a legtöbb lengyel páncéltörő löveget lóvontatással szállították), amely 5 katonával és 80 doboz lőszerrel ideális volt a tüzérség számára. A PZInż 302 vontatót csak a lengyel hadsereg 10. lovassága és a Varsói Motoros Gyalogos Brigád tüzérségi alegysége, valamint néhány lovassági és gyalogsági egység használta, míg az 1938 szeptemberében indított német támadás után számos lengyel Fiat 508/518 jármű a német Wehrmacht kezébe került. Kevés információ állt rendelkezésre a készített példányok pontos számáról, de több forrás egyetért körülbelül négyszáz példányszám legyártásáról különféle változatokkal együtt.

## Műszaki jellemzői
A jármű a Polski FIAT 508/518 autó katonai változata volt. A jármű 4x2 meghajtású, a motor teljesítménye 24 lóerő volt. Az jármű jó terepjáró tulajdonságokkal rendelkezett,fel volt szerelve olyan műszaki újdonságokkal mint a terepfelező a sebességváltóban, a differenciálzár, forgó pótkerekek az oldalain és önvontató egység a hátsó kerekeken. A futómű elöl és hátul is merev tengely laprugókkal és hidraulikus lengéscsillapítókkal volt felfüggesztve. A 4×2 meghajtás ellenére a PF-508/518 autóknak jó terepjáró képessége volt. A maximális vontatható teher 1400kg lehetett és úton a maximális sebessége elérte a 65 km/h.

## Galéria

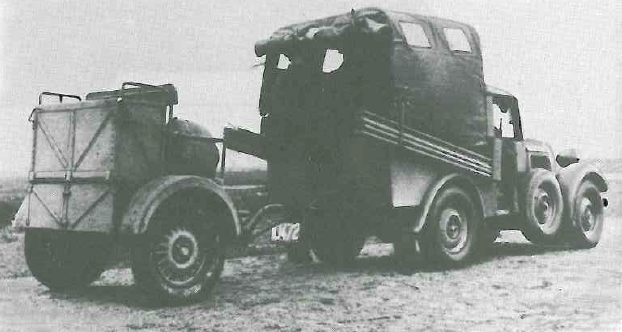
Polski-Fiat 508/518 pótkocsival.